# Satoshi Urushihara
Satoshi Urushihara (うるし原 智志 Urushihara Satoshi?) nació el 9 de febrero de 1966 en la Prefectura de Hiroshima. Es un mangaka y un animador japonés.  

## Carrera
Después de graduarse de la escuela secundaria en 1984. Comenzó su carrera en el manga y el anime cuando fue seleccionado como animador de la película de animación "Jungle Boy Kenya". Fue contratado por Toei Animation y después de ganar experiencia fue ascendido a animador de la serie de dibujos animados Transformers encargado de los diseños mecánicos.
Al siguiente año Urushihara se convirtió en un animador independiente, trabajando en series de formato OVA como Megazone 23 segunda parte en 1986,
eso lo hizo reconocido por los productores del estudio AIC. También participó en producciones de corte Hentai como "White Shadow" y Cream Lemon encargado del episodio 2, en este trabajo fue su debut oficial como diseñador de personajes.
En 1990 junto con los ilustradores como Kinji Yoshimoto y Yoshihiro Kimura crearon un estudio de animación llamado Earthwork.
Urushihara es considerado un icono dentro de la ilustración en el mundo del Manga por la calidad gráfica de sus obras, y al mismo tiempo, por su distintivo estilo de dibujo de personajes femeninos. En los últimos años se ha especializado en todo en la ilustración de corte Hentai, dejando más de lado su faceta de mangaka, o su etapa temprana como diseñador de personajes de anime y videojuegos.

## Obras

### Manga
- Legend of Lemnear (1991) (manga, 3 tomos)
- Plastic Little (1993) (manga, tomo único)
- Chirality (1994) (manga, 3 tomos)
- Eidoron Shadow (1998) (manga, hentai)
- Ragnarock City (2000) (manga, hentai)
- Vampire Master Dark Crimson (2000) (manga, hentai)
- Ryoujoku (2007) (manga, hentai). Conocido también como Love Intermission

### Artbooks
- Lady Innocent
- Cell Works, ISBN 4-89601-086-8
- Venus, ISBN 4-05-601681-X
- Plastic Little
- Langrisser Complete I-III, ISBN 4-89389-126-X
- Legend of Langrisser, ISBN 4-05-601955-X
- Growlanser Character Collection, ISBN 4-8402-1918-4
- Growlanser IV—Wayfarer of the time—Official Special Fan Book, ISBN 4-7973-2547-X
- Growlanser IV—Wayfarer of the time—Character & Scenario Collection, ISBN 4-8402-2668-7
- Growlanser IV Return: Official Visual Fan Book, ISBN 4-86176-113-1
- Love Naked Dance (También conocida como Love), ISBN 4-05-603122-3
- U: Collection, ISBN 4-06-364533-9
- Visual Works: Front Innocent VOL. 1, ISBN 4-7577-2496-9
- Phi (Φ), ISBN 4-05-603961-5
- Sigma (Σ), ISBN 4-05-604485-6
- Reira ISBN 978-4-05-605670-9

### Anime
- Growlanser IV: Wayfarer of the Time (2003) (Diseñador de personajes)
- Another Lady Innocent (2007) (Conocida como "Front Innocent" en Japón)
- Ikki Tousen: Dragon destiny (2007) (Diseño final de animación de los personajes)